# Torre di San Martino in Guatolongo
La torre di San Martino in Guatolongo si trova nelle antiche mura di Pisa presso via Benedetto Croce.
La torre, a pianta quadrata, fu eretta all'incirca nel 1243, data di costruzione della vicina, omonima, porta. Essa faceva parte del sistema di 23 torri che costellavano il perimetro delle mura cittadine medioevali.
Oggi si presenta mozzata all'altezza delle mura, dopo la conquista fiorentina, ed è invisibile da via Benedetto Croce, trovandosi dall'altro lato. L'accesso è precluso da una costruzione recente a ridosso delle mura, mentre i tre lati esterni della torre sorgono all'interno dell'attuale proprietà dei laboratori Gentili.
La sua altezza originaria era pressappoco il doppio del mozzicone attuale.